# Туркин, Виктор Петрович
Виктор Петрович Туркин (4 августа 1927 года, с. Старый Двор, Владимирский уезд, Владимирская губерния, РСФСР, СССР — 16 апреля 2008 года, Екатеринбург, Россия) — Герой Социалистического Труда (1971), токарь Свердловского завода электроавтоматики Министерства радиопромышленности город Свердловск.

## Биография
Родился 4 августа 1927 года в селе Старый Двор (ныне — Суздальского района Владимирской области) в крестьянской семье.
Семья Туркиных в 1935 году переехала в Свердловск на строительство фабрики «Уралобувь». До войны Виктор успел закончить только пять классов.
В 1941 году устроился учеником слесаря на фабрику «Уралобувь». В 1942 году работал учеником токаря на Завод № 536 (п.я. № 79) («Геодезия»), производящий геодезические приборы и фотоаппараты для аэрофотосъёмки, затем был токарем в инструментальном цехе завода, токарем-универсалом по изготовлению сложной инструментальной оснастки. В 1954 году закончил семилетнюю школу рабочей молодежи. В 1987 году вышел на пенсию.
Член КПСС с 1955 года.
Скончался 16 апреля 2008 года и был похоронен на Михайловском кладбище Екатеринбурга.

## Награды
За свои достижения был награждён:
- 29.07.1966 — орден Ленина;
- 26.04.1971 — звание Герой Социалистического Труда с вручением золотой медали Серп и Молот и ордена Ленина.